# Pisenor notius
Espèce
Synonymes
- Pisenor hoehneli Simon, 1890
- Pisenor pustulatus Strand, 1906
- Pisenor incertus Caporiacco, 1947

Pisenor notius est une espèce d'araignées mygalomorphes de la famille des Barychelidae.

## Distribution
Cette espèce se rencontre en Éthiopie, au Zimbabwe, au Botswana et en Afrique du Sud.

## Description
La carapace de la femelle holotype mesure 6,5 mm de long sur 5,4 mm.

## Systématique et taxinomie
Cette espèce a été décrite par Simon en 1889.
Pisenor höhneli, Pisenor pustulatus et Pisenor incertus ont été placées en synonymie par Benoit en 1966

## Publication originale
- Simon, 1889 : « Descriptions d'espèces africaines nouvelles de la famille des Aviculariidae. » Actes de la Société Linnéenne de Bordeaux, vol. 42, p. 405-415 (texte intégral).